# Parasmittina margaritata
Parasmittina margaritata är en mossdjursart som beskrevs av Hayward 1988. Parasmittina margaritata ingår i släktet Parasmittina och familjen Smittinidae. Inga underarter finns listade i Catalogue of Life.